# Útifűfélék

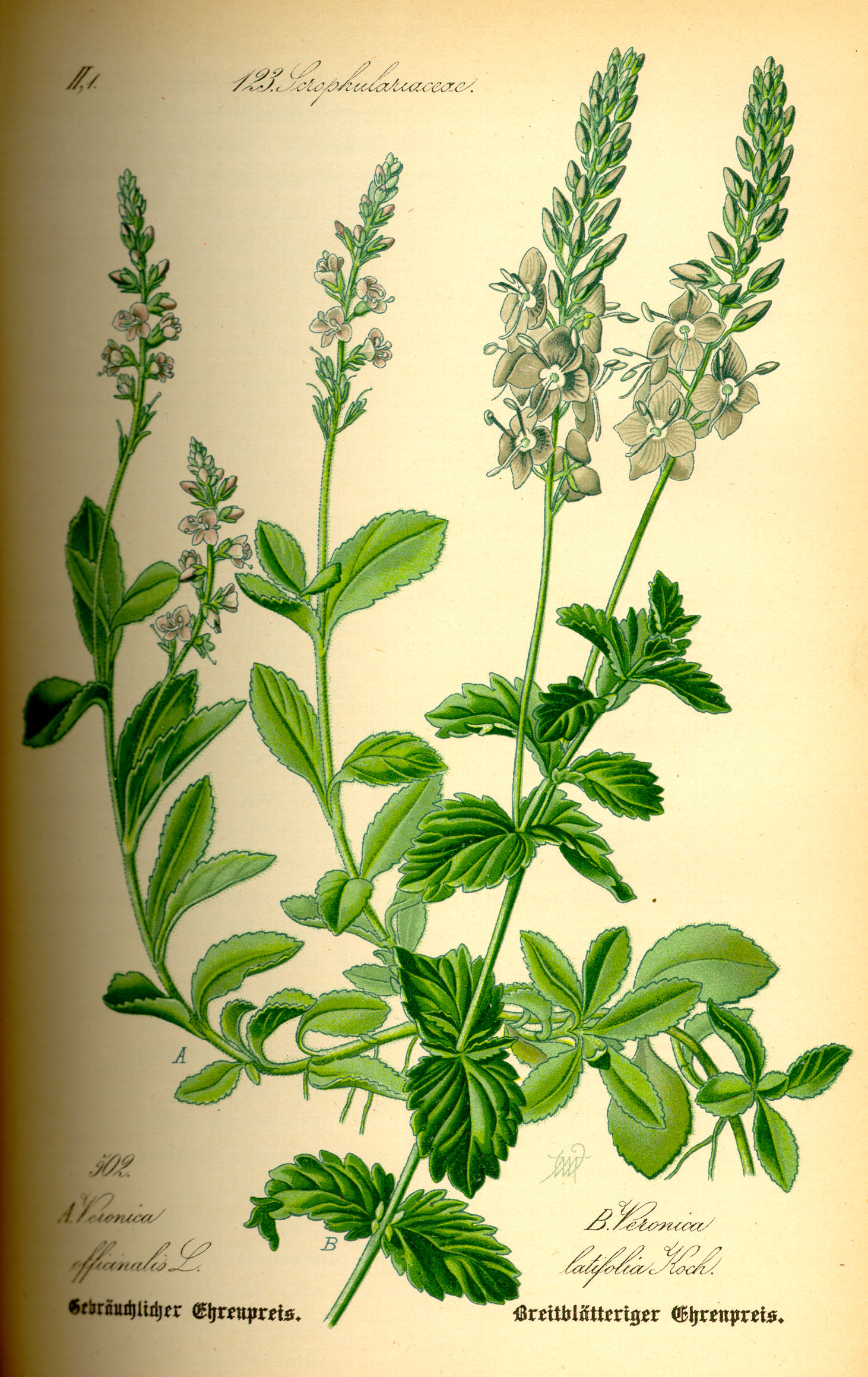
Orvosi veronika és Veronica latifolia

Az útifűfélék (Plantaginaceae) az ajakosvirágúak (Lamiales) rendjébe tartozó igen heterogén, kozmopolita növénycsalád. Főként mérsékelt égövi lágy szárú növények, cserjék és vízinövények tartoznak ide. A korábbi osztályozás szerint csak 3 nemzetség, az újabb, kibővített leírás alapján 90 nemzetség mintegy 1700 faja sorolható a családba.

## Származásuk, elterjedésük
Az új rendszerezés szerinti Plantaginaceae sensu lato igen heterogén, kozmopolita család, amelynek legtöbb faja a mérsékelt övben él.

## Megjelenésük, felépítésük
Lágy szárú növények és cserjék mellett néhány gyökeres vízinövény tartozik ide (pl. a Callitriche nemzetség). Virágaik kétajkúak és sok esetben sarkantyúsak vagy valamelyest sugarasak. Nagy diverzitása miatt a család leírása nem egyszerű.
Leveleik állásaa spirálistól az átellenesig, szerkezetük egyszerűtől az összetett levélig változó. A Lamiales rendben szokatlan vonás a mirigyszőrök fejrészének függőleges tagolódása.
A virágok is meglehetősen változatosak, egyes nemzetségeknek 4 az alapszáma (pl. négytagú csésze és párta), mint az Aragoa nemzetségé (bár ennek éppen öttagú a csészéje), másoknak 5-8 az alapszáma (mint a Sibthorpia nemzetségé). A legtöbb nemzetségben a virágok poliszimmetrikusak. A porzók száma 1-4 (leggyakrabban 4), egy ötödik porzó csökevényei is előtűnhetnek. A szirmok száma 5, ezek közül a két felső teljesen összeforrhat (Plantago, Veronica). A termés toktermés, ami a sejtek közötti rések mentén felnyílik. A Veronica nemzetségben ez hosszirányban történik meg; az Antirrhineae fajaiban ez a felnyílás szabadítja ki a pollent a portok csúcsáról; vagy egy a tok körüli, transzverzális irányú körkörös vonalon is keresztülmehet. A virágporszemek trikolpát-trikolporátok, exinéjük hálózatos.
A család tagjait kémiailag egy iridoid (az aucubin) – bár ez egyes esetekben (Gratioleae, Sibthorpia, Ellisiophyllum, Digitalis) glikoziddal helyettesítődik, a mannit és több zsírsav jelenléte köti össze. A kromoszómák alapszáma x=6 vagy x=11 lehet.
A morfológiai heterogenitás miatt nehéz a többi családtól egyértelmű, külsődlegesen elkülönítő jeleket találni, de azért léteznek szünapomorfiák: ilyen például, hogy a párta kialakulását megelőzi a porzótáj kifejlődése.
A család rovarok porozta fajaiban a virágtakaró színes, különböző mértékben (Veronica – enyhén, Digitalis, Antirrhinum, Linaria, Penstemon – erőteljesen) zigomorf szimmetriájú. A Globularia nemzetségben a virágok ötcimpásak, kétajkúak, ám fejecskébe csoportosulnak. A Plantago nemzetségben erősen redukált virágtakarót találunk, hártyás szirmokkal, hosszú porzókkal; pollenjüket a szél terjeszti. A vízi környezetben élő, testvércsoporti kapcsolatban álló két nemzetség a Callitrache és a Hippuris. A Callitrache csupasz, egyivarú virágai közül a hím virágban egyetlen porzót, a nőivarú virágban két termőlevelet találunk, melyből négy makkocska fejlődik. A pollentömlő a száron át képes a szomszédos virágba áthatolni. A világszerte elterjedt Hippuris vulgaris levélzete örvös, peremszerű csésze, egyetlen porzó és egy termőlevél található virágában.

## Rendszerezésük

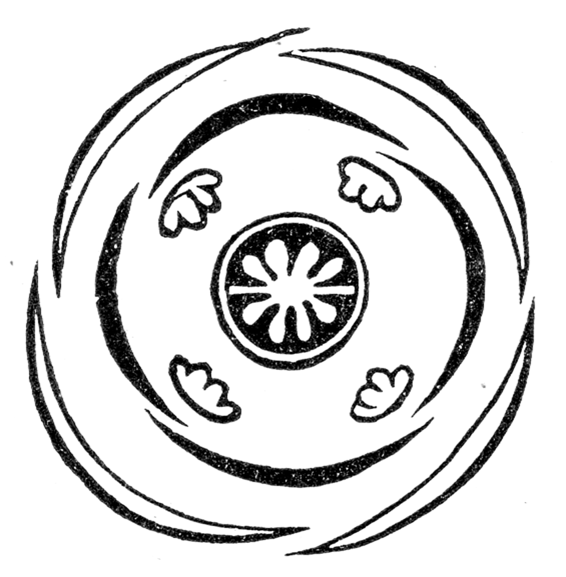
A nagy útifű (Plantago major) virágdiagramja

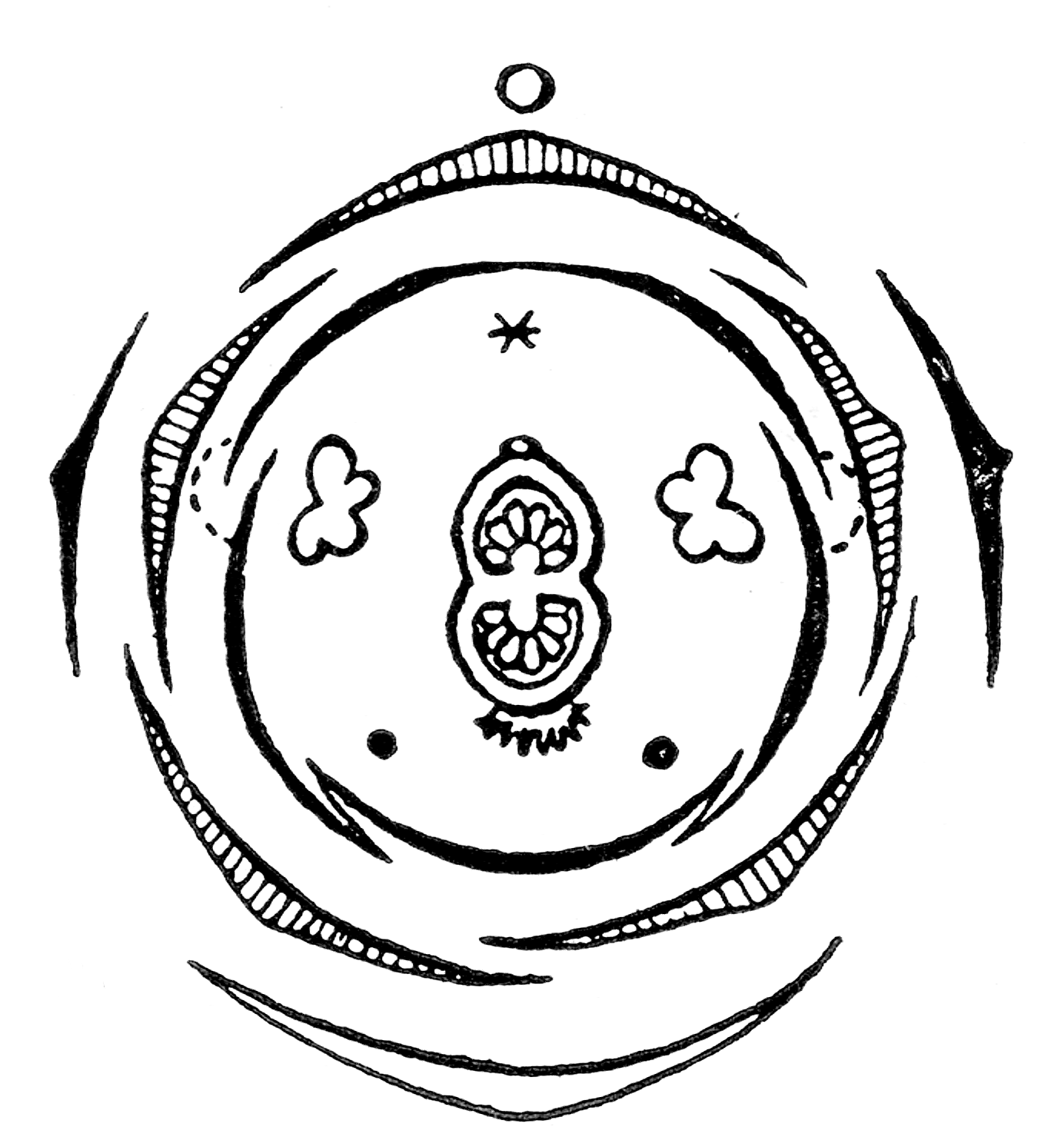
A Veronica virágdiagramja

Korábbi osztályozásokban a Plantaginales rend egyetlen családja volt, de a filogenetikai kutatások az APG által összegzett eredményei szerint a Lamiales rendbe sorolták.
Hagyományosan mindössze három nemzetség, a Bougueria, a Littorella és a névadó Plantago tartozott ide. Az újabb kutatások azonban kiderítették, hogy a Plantaginaceae sensu stricto nemzetségei több, akkor a Scrophulariaceae (tátogatófélék vagy görvélyfűfélék) családhoz sorolt nemzetség közé esnek. Mivel a Scrophulariaceae típusnemzetsége, a Scrophularia nem volt érintett, a polifiletikusnak bizonyult Scrophulariaceae-t megnyirbálva (de megtartva) a Plantaginaceae-t jelentősen kibővítették.
Bár a család legrégebbi neve a Veronicaceae (1782), az International Code of Botanical Nomenclature (ICBN) döntése értelmében a Plantaginaceae (1789) a konzervált név, így előnyt élvez a család bármilyen más elnevezésével szemben (az ICBN az 1789 előtt publikált családneveket nem veszi figyelembe). Szóba került még az Antirrhinaceae név is, de az Angiosperm Phylogeny Group a Plantaginaceae nevet fogadta el. Ennek ellenére Olmstead (2003) a Veronicaceae név használatát választotta.
Újabban a Lindernia-t néhány más génusszal együtt (pl. Picria) plasztiszgének elemzése alapján leválasztják egy új családba, Linderniaceae néven, melyet Haston et al. 2007, (más néven LAPG II) APG II utáni („Post-APG II”) családnak tekint. Rahmanzadet et al. a Gratiola nemzetség Gratiolaceae családba elkülönítését is javasolják, azonban ezt Haston et al. nem támogatják. Az APG III-rendszer már tartalmazza az új családot.

### Nemzetségeik

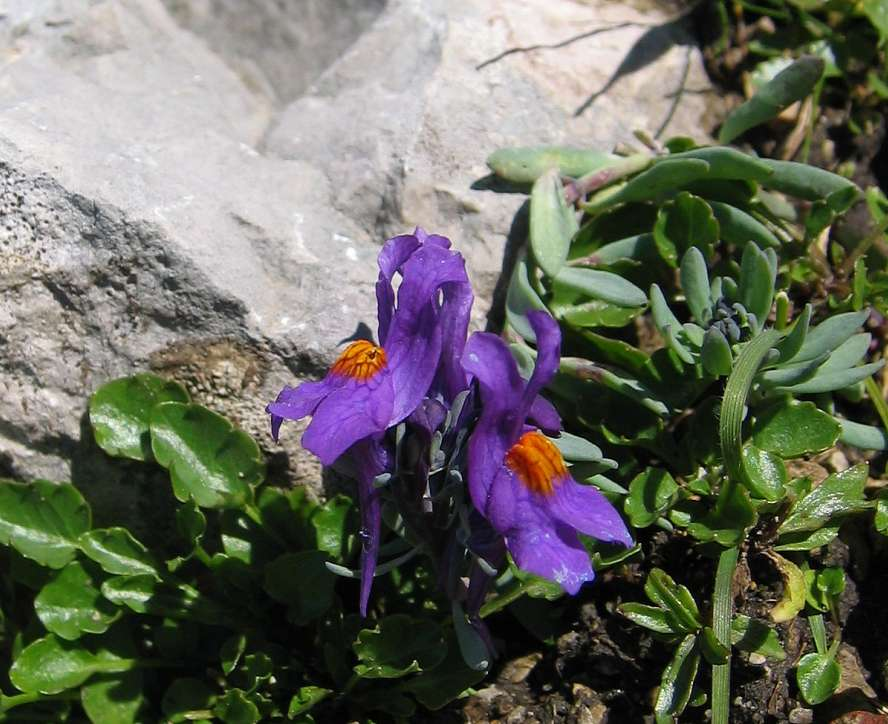
Tribus Antirrhineae: Linaria alpina

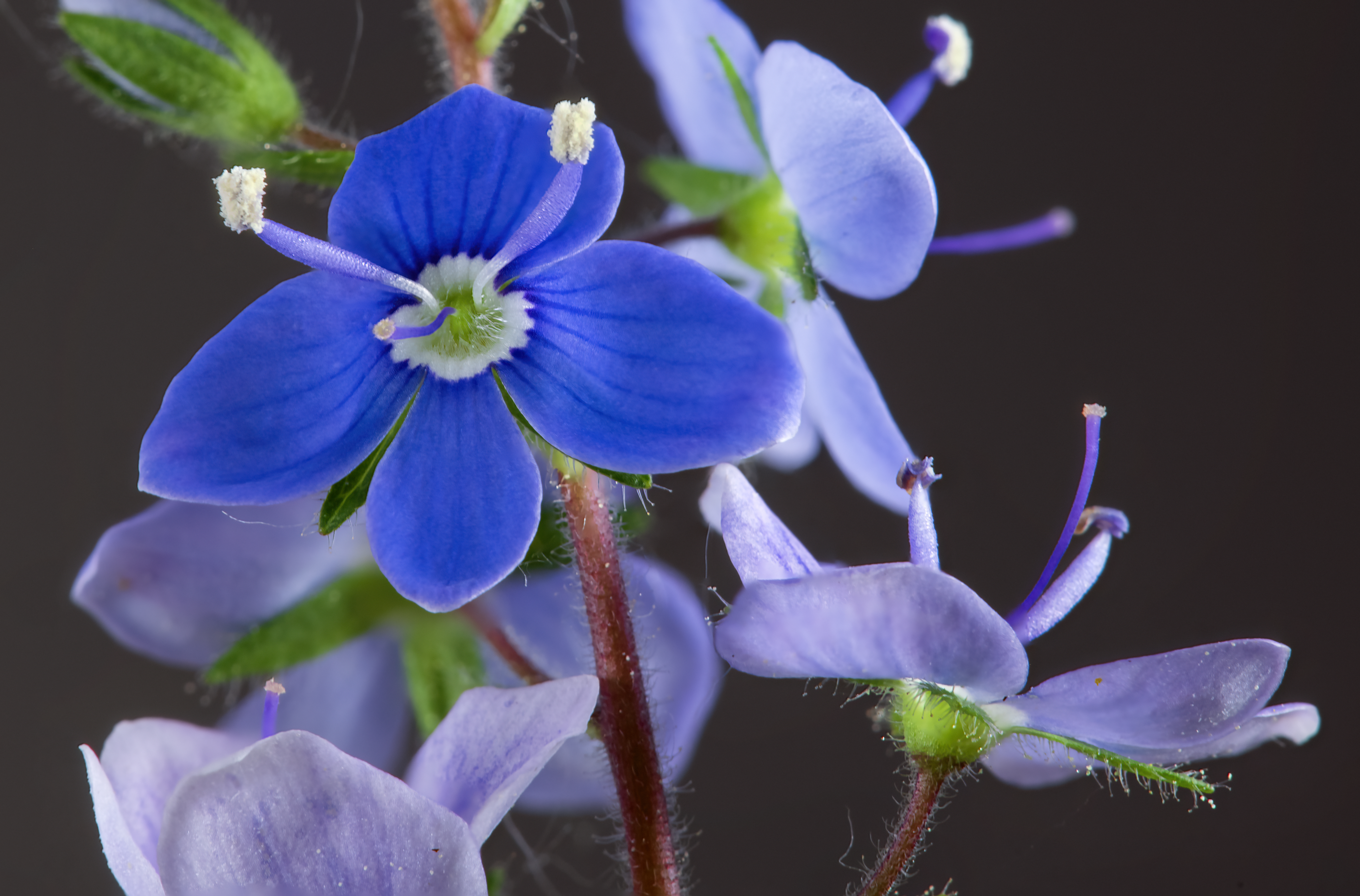
Tribus Veroniceae: ösztörűs veronika (Veronica chamaedrys)

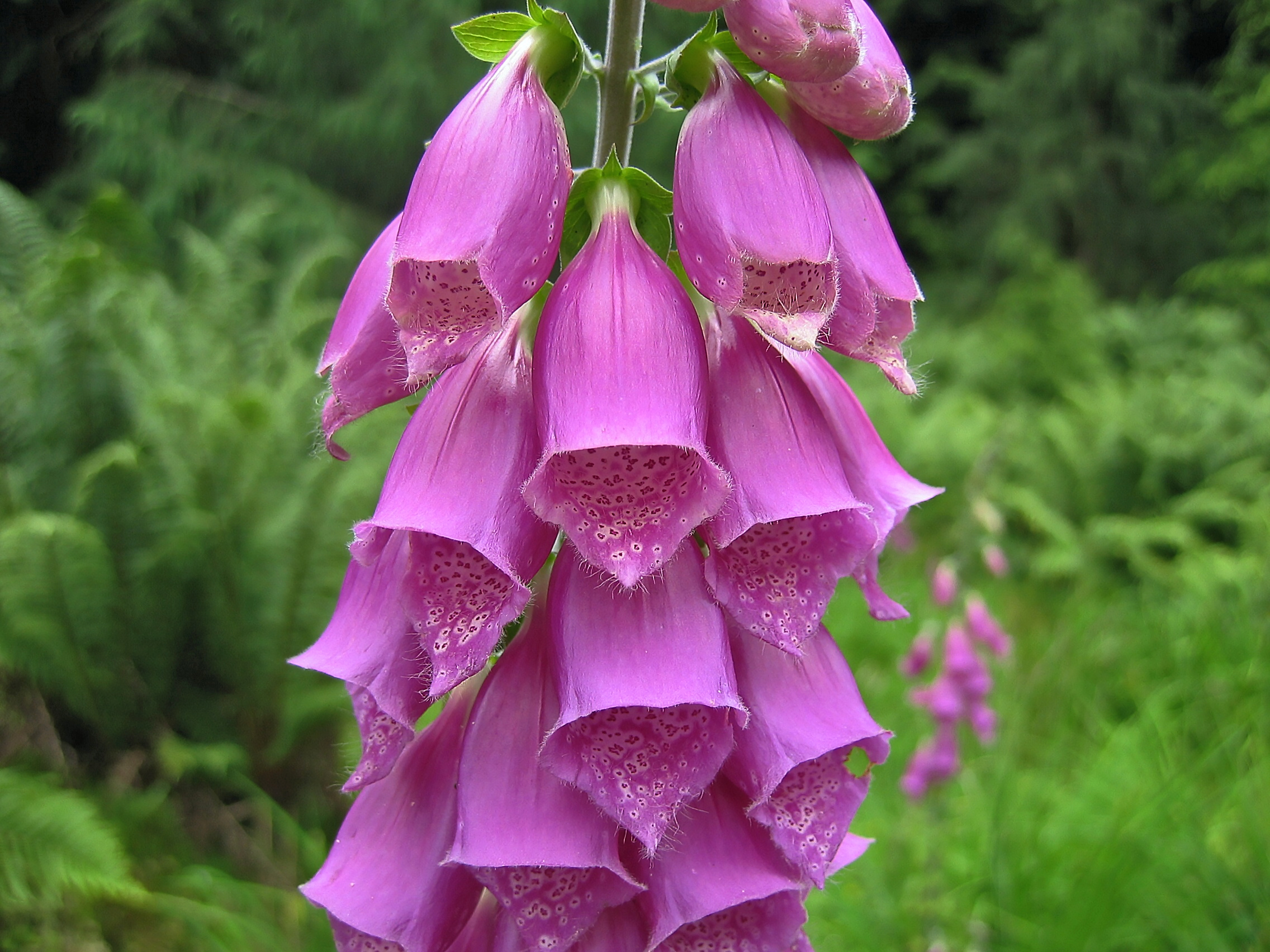
Tribus Digitalieae: piros gyűszűvirág (Digitalis purpurea)

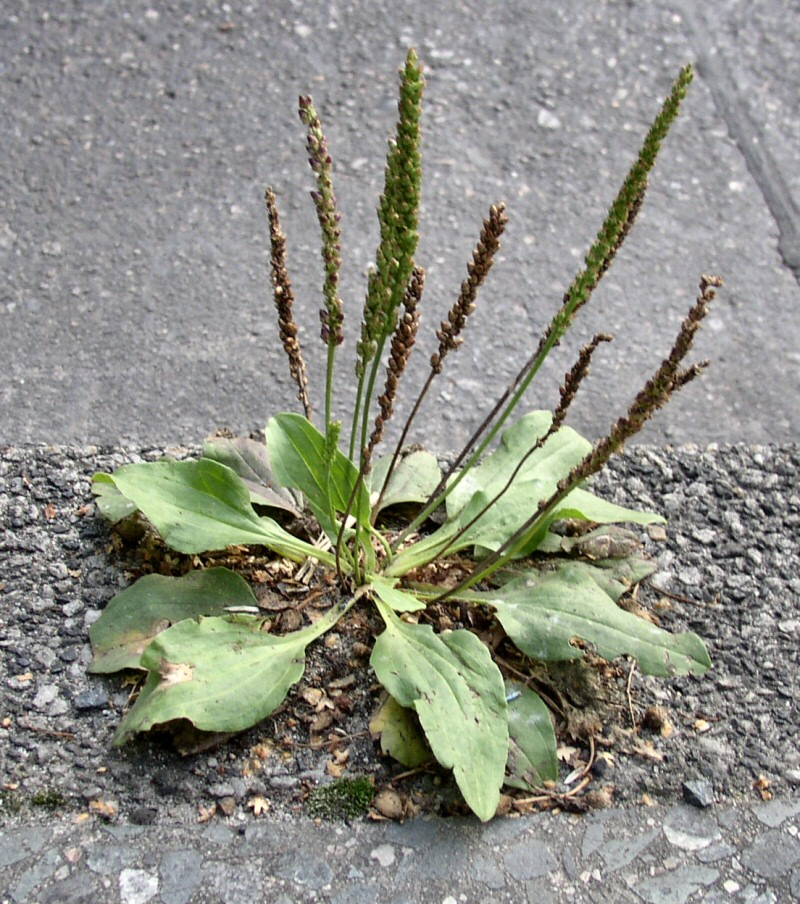
Tribus Plantagineae: nagy útifű (Plantago major)

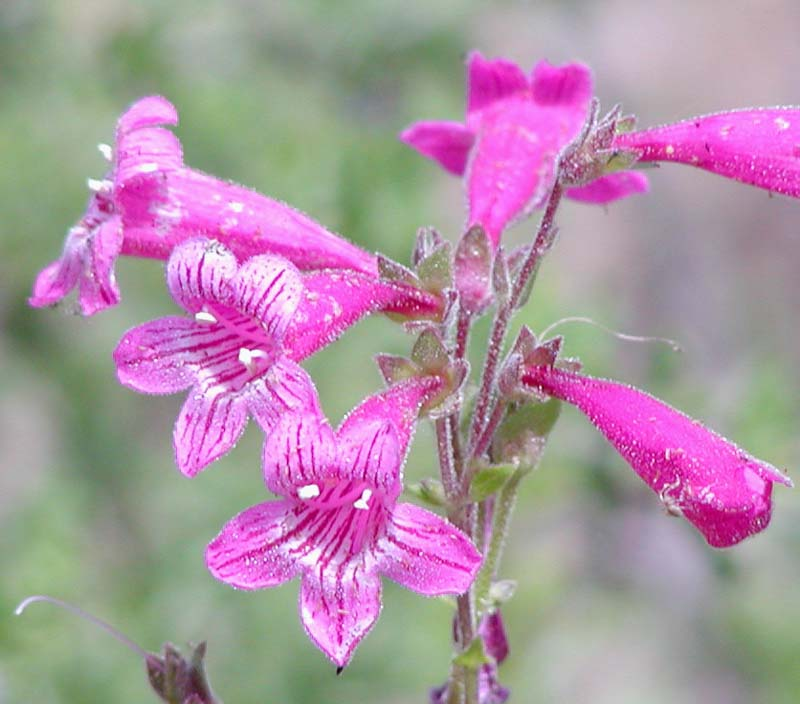
Tribus Cheloneae: Penstemon triflorus

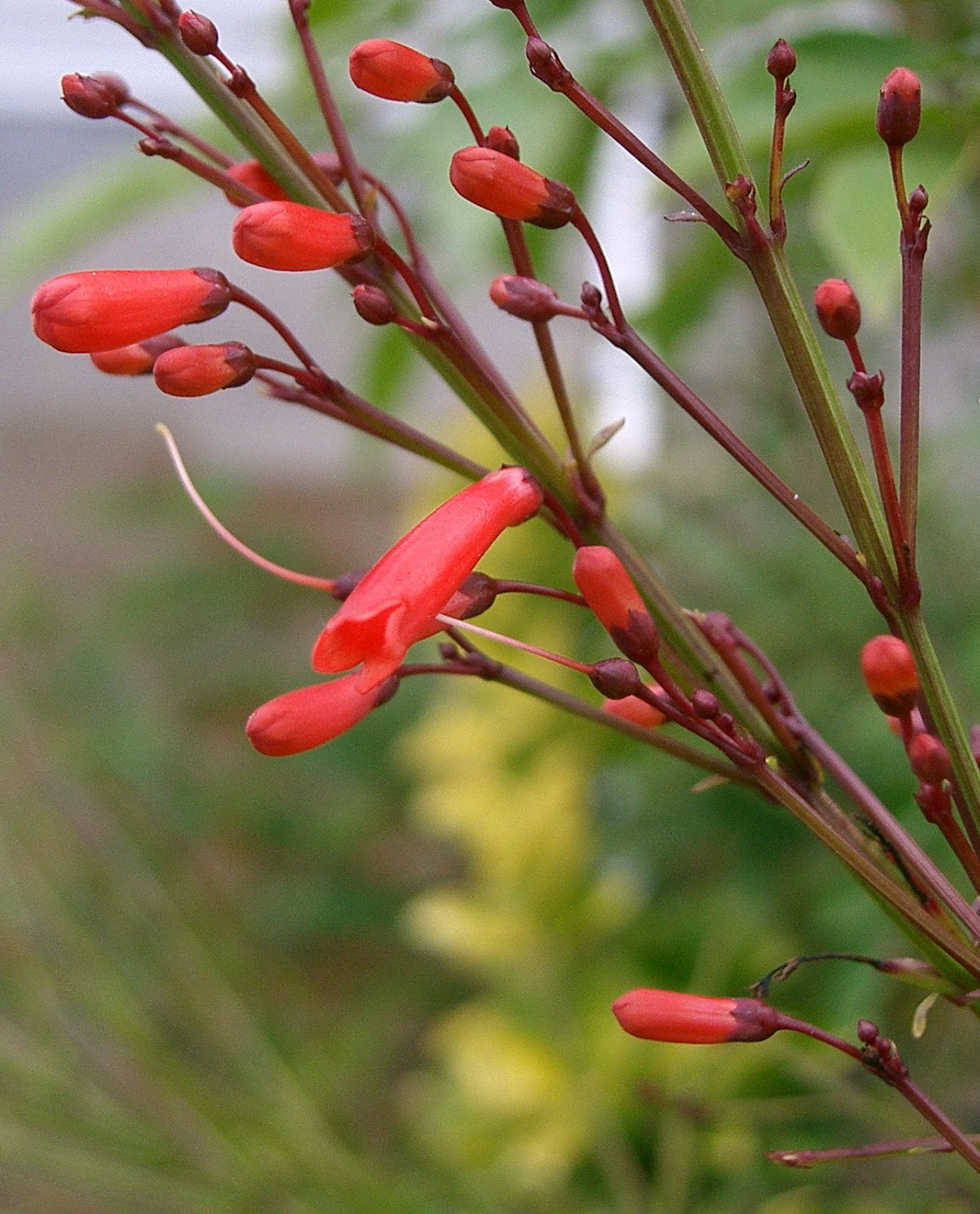
Tribus Russeliae: Russelia equisetiformis

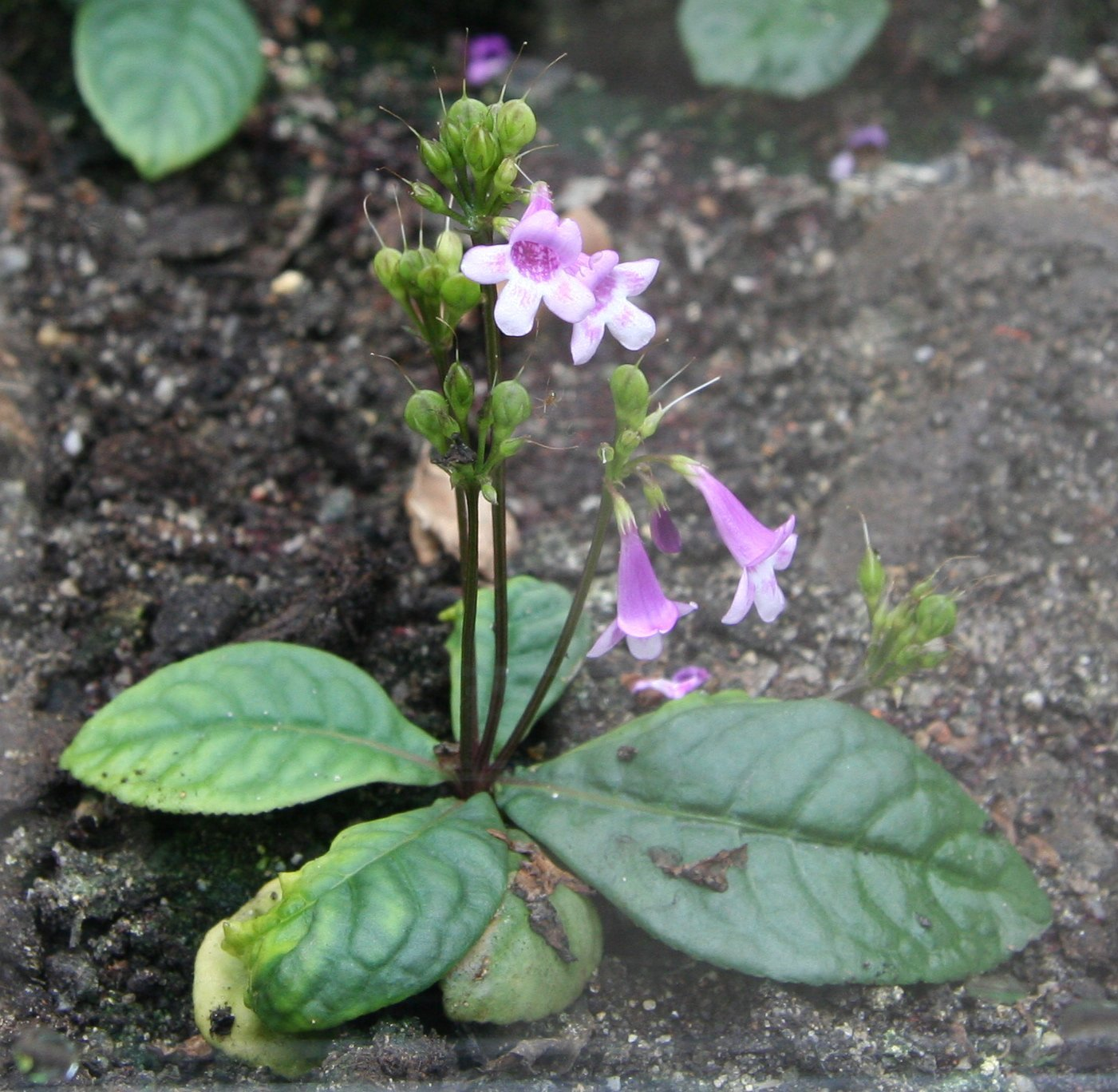
Tribus Russeliae: Tetranema roseum

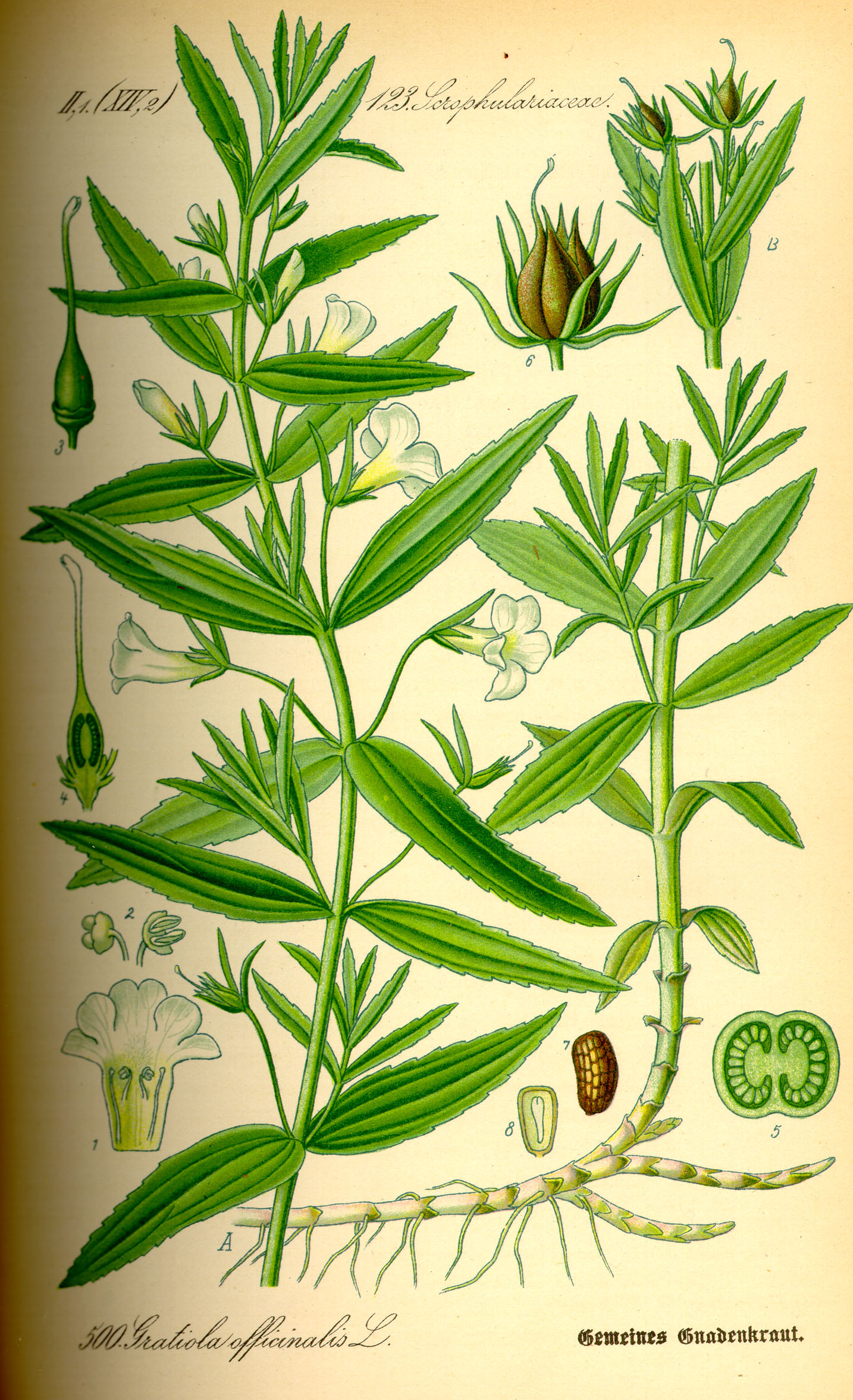
Tribus Gratioleae: csikorgófű (Gratiola officinalis)

A kibővített Plantaginaceae s.l. / Veronicaceae 90 nemzetségből, mintegy 1700 fajból áll. A legnagyobb nemzetség a Veronica kb. 450 fajjal. A Veronica magában foglalja a korábban külön nemzetségként kezelt Hebe, Parahebe és Synthyris taxonokat is. A Plantaginaceae valamennyi nemzetsége a Scrophulariaceae családból „jött át”, kivéve ahol ez külön fel van tüntetve.  A nemzetségek 12 nemzetségcsoportba (tribus) csoportosíthatók, Albach et al. 2005 alapján.
Tribus Antirrhineae
- Acanthorrhinum
- Albraunia
- Anarrhinum
- oroszlánszáj (Antirrhinum): 20-30 fajjal
- Asarina
- Chaenorrhinum
- pintyő (Cymbalaria)
- Ephixiphium
- Galvezia
- Gambelia
- Holmgrenanthe
- Holzneria
- Howelliella
- Kickxia
- Lafuentea
- gyujtoványfű (Linaria): kb. 150 fajjal
- Lophospermum
- Mabrya
- Maurandella
- Maurandya
- Misopates
- Mohavea
- Neogaerrhinum
- Nuthallanthus
- Pseudorontium
- Rhodochiton
- Sairocarpus
- Schweinfurthia

Tribus Veroniceae
- Kashmiria
- Lagotis
- Paederota: 2 fajjal
- Picrorhiza (beletartozik a Neopicrorhiza is)
- Scrofella
- Veronica, magában foglalja a korábbi Besseya, Chionohebe, Cochlidiosperma, Hebe, Parahebe, Pseudolysimachion és Synthyris taxonokat; kb. 450 fajjal (ebből csak a Hebe és a Pseudolysimachion kitesz 180-at)
- Veronicastrum
- Wulfenia: kb. 6 fajjal, köztük:
  - Wulfenia carinthiaca
  - Wulfenia blecicii
- Wulfenopsis

Tribus Digitalideae
- gyűszűvirág (Digitalis), tartalmazza az Isoplexis-t is
- Alpenbalsam (Erinus)

Tribus Plantagineae
- Aragoa
- útifű (Plantago): kb. 275 fajjal; tartalmazza a Bougueria[1] és a Littorella[1] nemzetséget

Tribus Cheloneae
- Brookea
- Chelone (pajzsvirágnak vagy gerlefejnek is nevezik)
- Chionophila
- Chionophila
- Collinsia
- Keckiella
- Nothochelone
- Penellianthus
- bugatölcsér (Penstemon)
- Tonella
- Uroskinnera

Tribus Russeliae
- Russelia
- Tetranema

Tribus Gratioleae
- Achetaria
- Adenosma
- Ambulia
- Amphianthus
- Artanema: egyesek a Linderniaceae családba helyezik[5]
- Bacopa: mintegy 60 fajjal
- Bryodes
- Bythophyton
- Dizygostemon
- Dodartia
- Dopatrium
- Encopella
- Geochorda
- Gratiola: 25 fajjal (csikorgófű)
- Hydranthelium
- Hydrotriche
- Ildefonsia
- Limnophila
- Limosella ⇒ Scrophulariaceae-ba áthelyezendő Oxelman et al. 2005 szerint[2]
- Mecardonia
- Morgania
- Otacanthus
- Philcoxia[6]
- Scoparia
- Stemodia
- Tetraulacium

Tribus Callitriceae
- mocsárhúr (Callitriche) (korábban a Callitrichaceae család egyetlen génusza)
- Hippuris: korábban a Hippuridaceae-ba sorolták, egyetlen fajjal:
  - vízilófark (Hippuris vulgaris)

Tribus Sibthorpieae
- Ellisiphyllum
- Sibthorpia

Tribus Globularieae
- Campylanthus

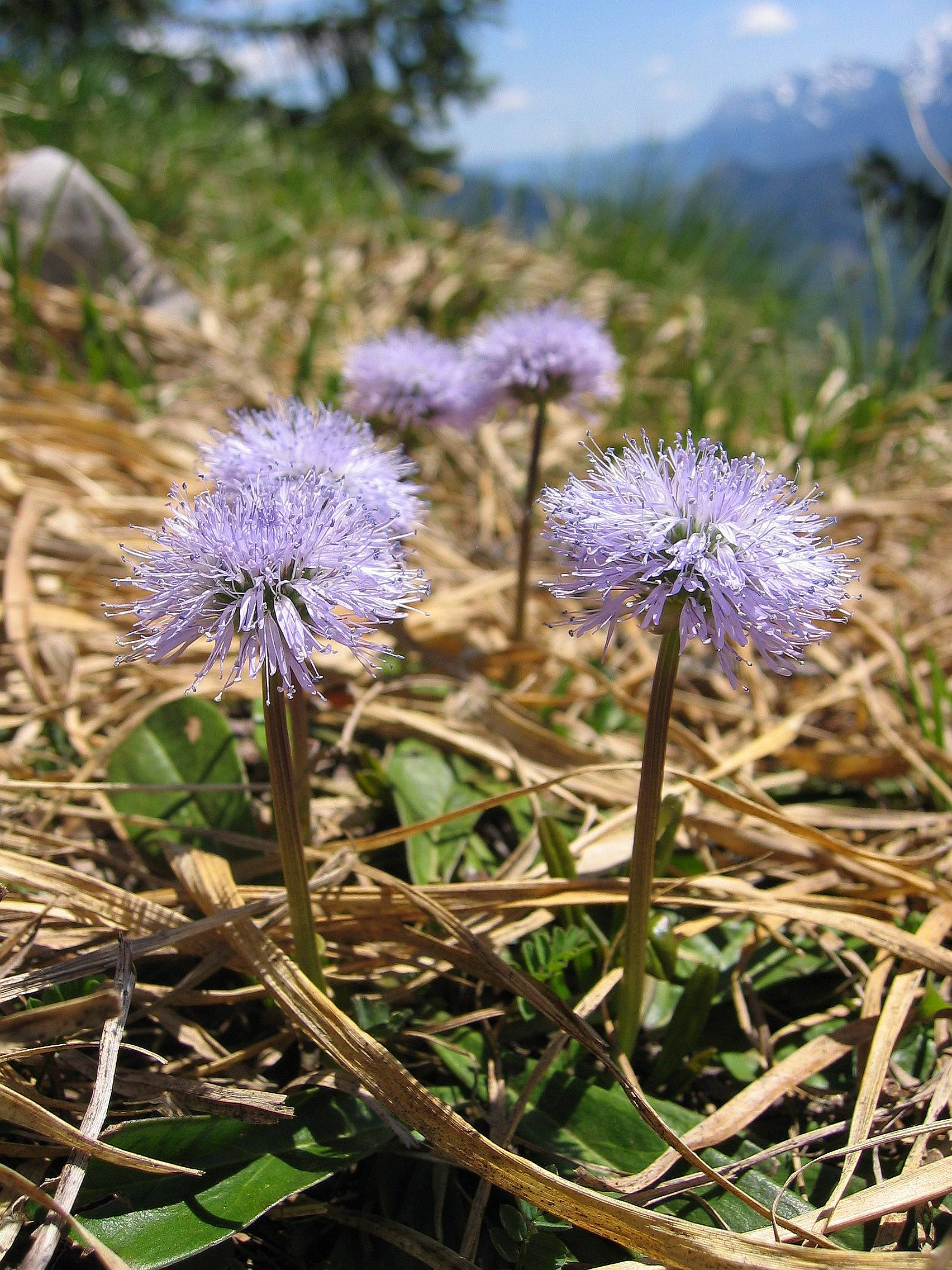
Tribus Globularieae: Globularia nudicaulis

- gubóvirág (Globularia): 20-25 fajjal; (korábban a Globulariaceae családba tartozott)
- Poskea (korábban a Globulariaceae családba tartozott)

Tribus Hemiphragmeae
- Hemiphragma

Tribus Angelonieae
- Angelonia
- Basistemon
- Melosperma
- Monopera
- Monttea
- Ourisia

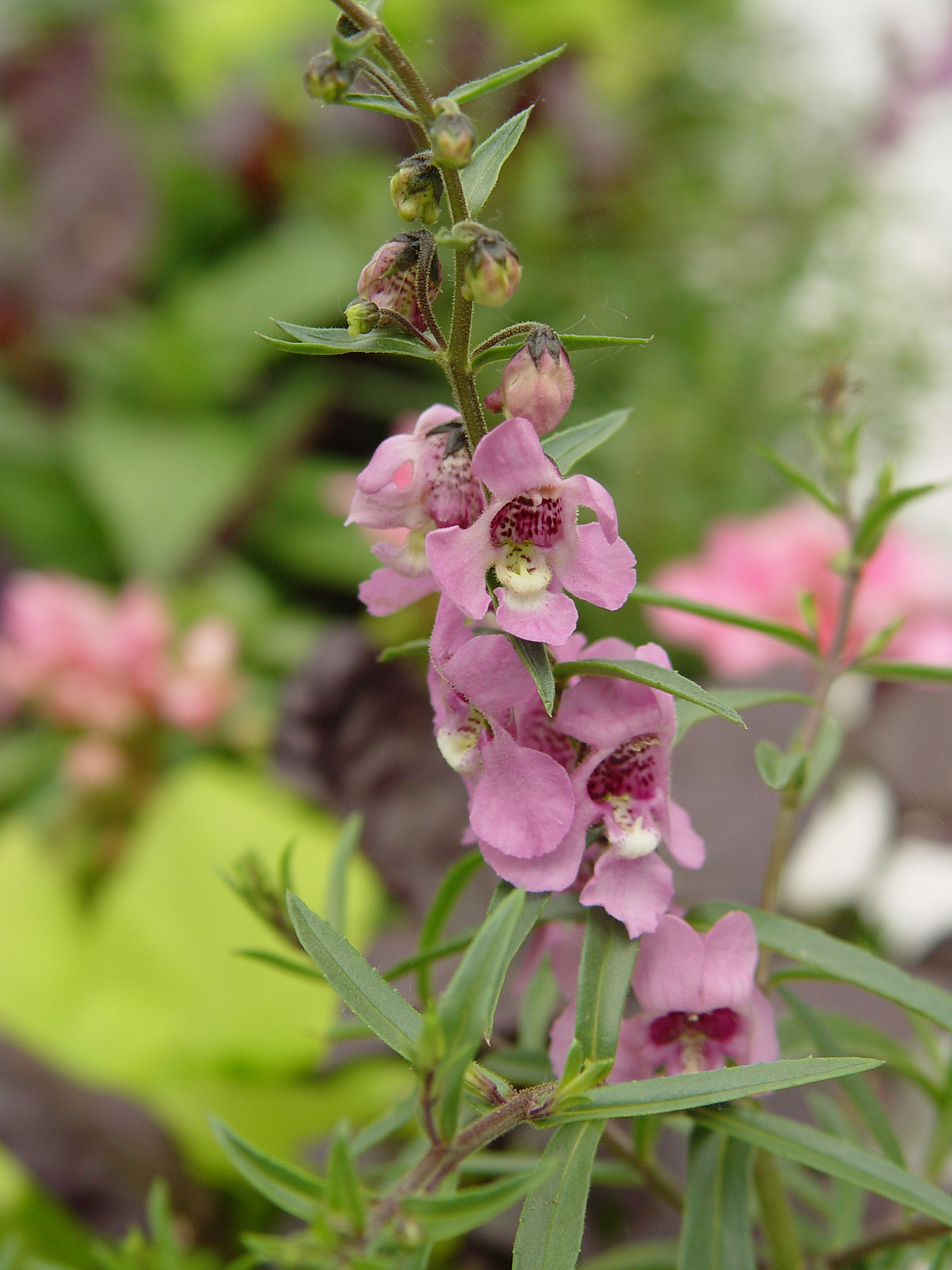
Tribus Angelonieae: Angelonia angustifolia

A következő régi családok sorolódtak át a Plantaginaceae alá: Antirrhinaceae, Aragoaceae, Callitrichaceae, Chelonaceae, Digitalidaceae, Ellisophyllaceae, Erinaceae, Linariaceae, Littorellaceae, Oxycladaceae, Psylliaceae, Scopariaceae, Sibthorpiaceae, Trapellaceae, Veronicaceae.
A korábbi Conobea nemzetség a Picria nemzetséghez sorolódott, amit viszont újabban a Linderniaceae családba választanak külön.

## Fordítás
- Ez a szócikk részben vagy egészben a Plantaginaceae című angol Wikipédia-szócikk ezen változatának fordításán alapul.  Az eredeti cikk szerkesztőit annak laptörténete sorolja fel. Ez a jelzés csupán a megfogalmazás eredetét és a szerzői jogokat jelzi, nem szolgál a cikkben szereplő információk forrásmegjelöléseként.
- Ez a szócikk részben vagy egészben a Wegerichgewächse című német Wikipédia-szócikk ezen változatának fordításán alapul.  Az eredeti cikk szerkesztőit annak laptörténete sorolja fel. Ez a jelzés csupán a megfogalmazás eredetét és a szerzői jogokat jelzi, nem szolgál a cikkben szereplő információk forrásmegjelöléseként.